# Premi Catalunya d'Economia
El Premi Catalunya d’Economia, de caràcter biennal, és un premi atorgat per la Societat Catalana d'Economia que premia "la millor obra, treball o estudi en general sobre l’economia dels països catalans". El seu objectiu és fomentar una recerca de qualitat en aquesta temàtica. Les obres es poden escriure en qualsevol llengua, i el premi pot recaure en qualsevol persona, de dins o fora del territori.

## Guardonats[1]
| Any  | Obra premiada | Autors                                                                                                   |
| 2019 | «El Banc de Barcelona 1874-1920: decadència i fallida» | Yolanda Blasco-Martel i Carles Sudrià i Triay                                                            |
| 2017 | «Polítiques públiques i investigació econòmica» | José García Montalvo                                                                                     |
| 2015 | «Podem! Les claus de la viabilitat econòmica de la Catalunya independent» | Elisenda Paluzie                                                                                         |
| 2011 | «Espanya, capital París» | Germà Bel                                                                                                |
| 2009 | «Markets and linguistic diversity»(Síntesi en català) | Ramon Caminal                                                                                            |
| 2007 | «La situació de la innovació a Catalunya» | Isabel Busom, Inés Macho, Walter Garcia-Fontes, Rosella Nicolini, Lionel Artige i Xavier Martinez Giralt |
| 2005 | «Estratègies de les Àrees metropolitanes europees davant de l’ampliació de la Unió Europea»                                                                                           | Xavier Vives i Lluís Torrens                                                                             |
| 2003 | «Història del creixement econòmic a Mallorca 1700-2000» | Carles Manera Erbina                                                                                     |
| 2001 | «El paper de les exportacions vitícoles en la configuració de les relacions exteriors de l’economia catalana 1672-1869»                                                               | Francesc Valls Junyent                                                                                   |
| 1999 | «Cap un nou model d’elecció discreta en les bases del mètode del cost de viatge. Aplicació als espais naturals protegits de l’Illa de Mallorca»                                       | Antoni Riera                                                                                             |
| 1997 | «Capitalització i creixement de l’economia catalana (1955-1995» | Ernest Reig                                                                                              |
| 1995 | «Transformacions agrícoles i canvi social a la Catalunya rural. El cas de la comarca d’Osona»                                                                                         | Santi Ponce                                                                                              |
| 1994 | «Estimació de la renda familiar disponible per càpita de Barcelona, els seus districtes i els 27 municipis de la CMB i el PIB de la ciutat de Barcelona 1993 i previsions per a 1994» | Josep Oliver                                                                                             |
| 1993 | «La metodologia cost benefici: Una aplicació a les Rondes de Barcelona» | Pere Riera                                                                                               |
| 1992 | «A Distinctive industrialization, cotton in Barcelona 1728-1832» | James Thomson                                                                                            |
| 1991 | «El potencial del sistema de ciutats de Catalunya, i les potencialitats dels centres industrials de tercer nivell»                                                                    | Pere Lleonart                                                                                            |